# جی جی ۱۱۳۲ب
جی جی ۱۱۳۲ب (به انگلیسی: GJ 1132b)سیاره‌ای بیرون از سامانهٔ خورشیدی ست که به گرد ستارهٔ کوتوله سرخی به نام گلیز ۱۱۳۲ می‌گردد که سی و نه سال نوری از زمین دور است.

## اهمیت و مدار و جرم
این سیاره یکی از مهم‌ترین سیاراتی شناخته شده است که بیرون از سامانهٔ خورشیدی پیدا شده است. چرخش این سیاره، پیرامون ستاره‌ای است به نام گلیز ۱۱۳۲، کوتوله سرخی که با زمین ۳۹ سال نوری فاصله دارد. اهمیت این کشف برای اندازهٔ آن است که ۱/۲ برابر کره زمین است و همچنین فاصلهٔ نزدیکی که با زمین دارد.
از آنجایی که ستاره میزبان نزدیک زمین است و شعاع آن ۲۱ درصد شعاع خورشید است، تلسکوپ‌های موجود و زودآیند، خواهند توانست به رصد ترکیب و دینامیک آن بپردازند.

## جو و دما
چنین برآورد شده که این سیاره از ناهید گرم تر باشد
برپایه محاسبات، دمای این سیاره به ۲۶۰ درجه سانتی گراد می‌رسد. ازین رو این سیاره نمی‌تواند آب را در سطح خود نگه دارد.
این سیاره سکونت ناپذیر انگاشته می‌شود اما خنکای آن برای داشتن جو کافی است.
پرتوهای اختری که این سیاره دریافت می‌کند تا ۱۹ برابر زمین است.

## کشف
این سیاره را برتا تامسون و همکارانش در دانشگاه هاروارد با استفاده از پروژهٔ MEarth کشف کرده‌اند که متشکل از ۸ تلسکوپ رباتیک به پهنای ۴۰ سانتی‌متر است که در کوه‌های شیلی مستقر است.